# Edward Heerema
Edward Pieter Heerema (1947) is een Nederlands ingenieur, zakenman en eigenaar van Allseas, een bedrijf op het gebied van offshore installatie van pijpleidingen voor olie- en gastransport.

## Leven en werk
Begin jaren 60 kwam Heerema met zijn familie vanuit Venezuela via Canada naar Nederland. Hij studeerde civiele techniek aan de Technische Universiteit Delft. Hij werkte in het offshore bedrijf Heerema Groep als ingenieur en hoofd van de onderzoeksafdeling. Het bedrijf was opgericht door zijn vader Pieter Schelte Heerema, die door zijn oorlogsverleden omstreden was. Na de dood van zijn vader in 1981 werd Pieter, de lievelingszoon, president-directeur van het bedrijf. Vier van de vijf broers werden het eens over een zakelijke scheiding, waarmee vele miljoenen gemoeid waren, Pieter kocht zijn broers uit. Edwards broers Pieter en Hugo hebben nu respectievelijk de offshorebedrijven Heerema en Bluewater onder hun hoede.

## Allseas

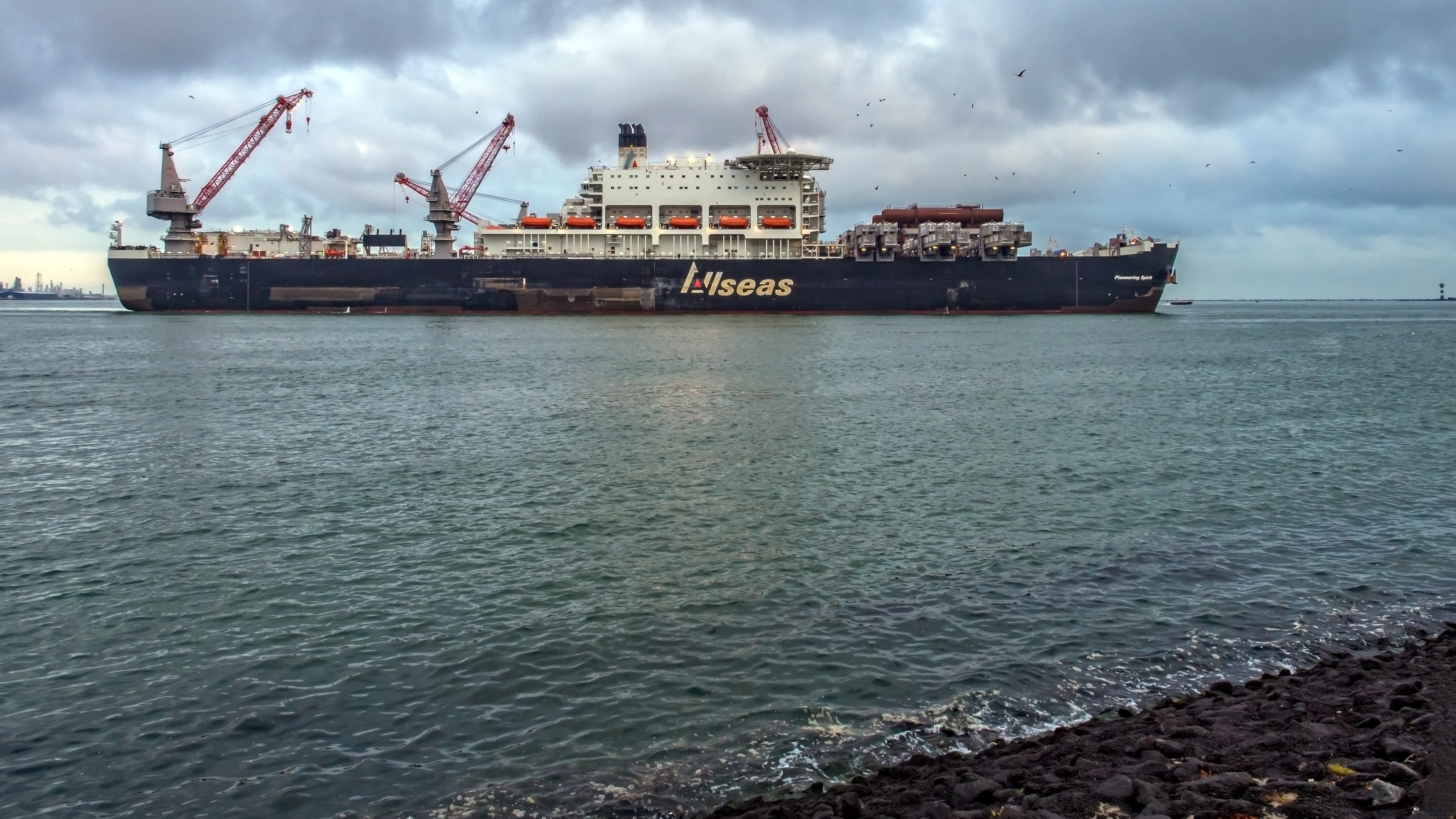
Pioneering Spirit, het vlaggenschip van Allseas

In 1985 richtte Edward Heerema het bedrijf Allseas op, dat hij uitbouwde tot een van de belangrijkste spelers in de offshore, vooral pijplegging. Het bedrijf bouwde het grootste schip ter wereld, de  Pioneering Spirit dat in 2014 werd opgeleverd. Het schip bestaat in feite uit twee aan elkaar gekoppelde supertankers en wordt gebruikt voor het leggen van transportpijpen en de ontmanteling van boorplatformen.

## Turkstream en Nordstream

Nord Stream 2

Allseas was ook betrokken bij de aanleg van Turk Stream en Nord Stream, de pijptrajecten die onder meer in zee werden aangelegd voor het vervoer van Russisch aardgas. De dreiging van Amerikaanse economische sancties zorgde ervoor dat Allseas zijn betrokkenheid met Nord Stream 2 in december 2019 noodgedwongen stopzette.

## Onderscheidingen
Het Koninklijk Instituut van Ingenieurs benoemde Heerema in april 2016 tot Fellow Chartered Engineer.
Sinds 17 november 2003 is Heerema erelid van het Scheepsbouwkundig Gezelschap “William Froude”